# Powiat Jasielski
Der Powiat Jasielski ist ein Powiat (Kreis) in der polnischen Woiwodschaft Karpatenvorland. Der Powiat hat eine Fläche von 830,41 km², auf der 115.000 Einwohner leben.

## Gemeinden
Der Powiat umfasst zehn Gemeinden, davon eine Stadtgemeinde, eine Stadt-und-Land-Gemeinde und acht Landgemeinden.

### Stadtgemeinde
- Jasło

### Stadt-und-Land-Gemeinde
- Kołaczyce

### Landgemeinden
- Brzyska
- Dębowiec
- Jasło
- Krempna
- Nowy Żmigród
- Osiek Jasielski
- Skołyszyn
- Tarnowiec